# Kazuhito Esaki
Kazuhito Esaki (江﨑 一仁 Esaki Kazuhito?), född 31 oktober 1986 i Ibaraki prefektur, är en japansk fotbollsspelare.
Esaki började sin karriär 2009 i Kataller Toyama. 2010 flyttade han till Blaublitz Akita. Han spelade 115 ligamatcher för klubben. Han avslutade karriären 2015.